# Kohei Morita
Kohei Morita (盛田 剛平, Morita Kohei) est un footballeur japonais né le 13 juillet 1976. Il évolue au poste de défenseur.

## Palmarès
- Champion de J-League 2 en 2008 avec le Sanfrecce Hiroshima
- Finaliste de la Coupe du Japon en 2007 avec le Sanfrecce Hiroshima
- Finaliste de la Coupe de la Ligue japonaise en 2010 avec le Sanfrecce Hiroshima